# Okot Odiambo
Okot Odiambo (också kallad Two Victor som var hans radiosignal) är en av ledarna för Herrens motståndsarmé som opererade i Kongo-Kinshasa.
Han är häktad i sin frånvaro av Internationella brottmålsdomstolen (ICC)
Regeringen i Uganda där han vistas nu har hävdat att han hellre ska åtalas vid Högsta domstolen (Supreme court) i Uganda.
Enligt obekräftade rykten dödades Odiambo i strid redan i april 2008. Det visade sig dock senare att han endast sårats; detta då Odiambo själv i början av 2009 tog kontakt med International Organization for Migration (IOM) och förklarade att han önskade fri lejd för att kunna hoppa av från motståndsarmén.